# Disa cornuta
Disa cornuta je druh orchideje, rostoucí na travnatých pláních v jižních oblastech Afriky. Je to asi 1 metr bysoká bylina s olistěnou lodyhou a bohatým vzpřímeným květenstvím. 

## Popis
Disa cornuta je pozemní bylina s olistěnou, červeně skvrnitou lodyhou, dorůstající výšky až 1 metru. Listy jsou kopinaté až úzce vejčité, na bázi krátce pochvaté. Květenství je mnohokvěté, 15 až 40 cm dlouhé, s listeny. Květy jsou poměrně velké, přetočené (resupinátní), otevřené směrem dolů, s proměnlivým zbarvením. Horní kališní lístek je velký, kápovitý, z vnějšku často více či méně sytě purpurový, v zadní části vybíhající v dlouhou ostruhu. Pysk je poměrně malý, dužnatý, tmavě purpurově zbarvený (téměř černý), ostatní části květu bývají světlé, zelenavé nebo bílé. Postranní kališní lístky jsou do stran rozestálé, s ostruhou. Korunní lístky jsou drobné, dvoulaločné, skryté uvnitř kápě. 

## Rozšíření
Druh se vyskytuje v Jihoafrické republice s přesahem do východního Zimbabwe. Nejhojněji se vyskytuje v jižním Kapsku. Roste na horských travnatých pláních.

## Význam a pěstování
Do Královské botanické zahrady v Kew byla rostlina poprvé dovezena z jižní Afriky v roce 1843. Není udávána ze žádné české botanické zahrady.